# Nivel piezométrico
En geología, se entiende por cota, superficie o nivel piezométrico a la altitud o profundidad (en relación con la superficie del suelo) del límite entre la capa freática y la zona vadosa en un acuífero. Este nivel se mide usando un piezómetro.
- Datos: Q24203070